# Final de la Copa Colombia 2021
La final de la Copa Colombia 2021 fueron una serie de partidos de fútbol disputados entre Deportivo Pereira y Atlético Nacional con el propósito de definir el campeón de la Copa Colombia en su edición 2021, competición que reúne a todos los equipos profesionales del fútbol colombiano —Categoría Primera A y Categoría Primera B—. Esta fue la primera final de este torneo para el Deportivo Pereira, mientras que para Atlético Nacional fue su quinta final del torneo, habiendo disputado antes las finales de 2012, 2013, 2016 y 2018, donde en todas salió campeón. Para esta edición 2021 el ganador fue Atlético Nacional llegando a su quinto título.

## Llave
|                         | vs. | Bandera del departamento de Antioquia |
| ----------------------- | --- | ------------------------------------- |
| Deportivo Pereira 1 0 1 | vs. | Atlético Nacional 5 0                 |

## Estadios
| Pereira                         | Medellín                  |
| ------------------------------- | ------------------------- |
| Estadio Hernán Ramírez Villegas | Estadio Atanasio Girardot |
| Capacidad: 30 297               | Capacidad: 45 000         |
|                                 |                           |

## Camino a la final
Nota: Deportivo Pereira empezó su camino en la Copa desde la fase previa III, mientras que Atlético Nacional clasificó de manera directa a los octavos de final por haber clasificado a la Copa Libertadores 2021, por lo que no disputó las fases previas.

### Deportivo Pereira
| 29 de julio                                                                          | Fase III         | Hernán Ramírez Villegas, Pereira  | Deportivo Pereira    | 1 : 0       | Boca Juniors de Cali |
| 5 de agosto                                                                          | Fase III         | Francisco Rivera Escobar, Palmira | Boca Juniors de Cali | 0 : 1       | Deportivo Pereira    |
| Deportivo Pereira clasificó a octavos de final con un global de 2:0                  |                  |                                   |                      |             |                      |
| 25 de agosto                                                                         | Octavos de final | Metropolitano, Barranquilla       | Junior               | 4 : 3       | Deportivo Pereira    |
| 1 de septiembre                                                                      | Octavos de final | Hernán Ramírez Villegas, Pereira  | Deportivo Pereira    | 2 : 0       | Junior               |
| Deportivo Pereira clasificó a cuartos de final con un global de 5:4                  |                  |                                   |                      |             |                      |
| 9 de septiembre                                                                      | Cuartos de final | Departamental Libertad, Pasto     | Deportivo Pasto      | 3 : 2       | Deportivo Pereira    |
| 16 de septiembre                                                                     | Cuartos de final | Hernán Ramírez Villegas, Pereira  | Deportivo Pereira    | 2 : 1 (2:1) | Deportivo Pasto      |
| Deportivo Pereira clasificó a las semifinales con un global de 4:4, 2:1 en penaltis. |                  |                                   |                      |             |                      |
| 6 de octubre                                                                         | Semifinales      | Manuel Murillo Toro, Ibagué       | Deportes Tolima      | 0 : 0       | Deportivo Pereira    |
| 20 de octubre                                                                        | Semifinales      | Hernán Ramírez Villegas, Pereira  | Deportivo Pereira    | 1 : 1 (5:4) | Deportes Tolima      |
| Deportivo Pereira clasificó a la final con un global de 1:1, 5:4 en penaltis.        |                  |                                   |                      |             |                      |

|  |                                |
|  | Triunfo del Deportivo Pereira. |
|  | Empate.                        |
|  | Derrota del Deportivo Pereira. |

### Atlético Nacional
| 26 de agosto                                                                            | Octavos de final | Atanasio Girardot, Medellín | Atlético Nacional | 3 : 0       | Patriotas         |
| 2 de septiembre                                                                         | Octavos de final | La Independencia, Tunja     | Patriotas         | 1 : 2       | Atlético Nacional |
| Atlético Nacional clasificó a cuartos de final con un global de 5:1                     |                  |                             |                   |             |                   |
| 8 de septiembre                                                                         | Cuartos de final | El Campín, Bogotá           | Santa Fe          | 2 : 1       | Atlético Nacional |
| 15 de septiembre                                                                        | Cuartos de final | Atanasio Girardot, Medellín | Atlético Nacional | 1 : 0 (3:1) | Santa Fe          |
| Atlético Nacional se clasificó a las semifinales con un global de 2:2, 3:1 en penaltis. |                  |                             |                   |             |                   |
| 6 de octubre                                                                            | Semifinales      | Deportivo Cali, Palmira     | Deportivo Cali    | 2 : 2       | Atlético Nacional |
| 21 de octubre                                                                           | Semifinales      | Atanasio Girardot, Medellín | Atlético Nacional | 1 : 0       | Deportivo Cali    |
| Atlético Nacional se clasificó a la final con un resultado global de 3:2.               |                  |                             |                   |             |                   |

|  |                               |
|  | Triunfo de Atlético Nacional. |
|  | Empate.                       |
|  | Derrota de Atlético Nacional. |

## Partidos

#### Partido de ida
| 1          | Guardameta     | Aldair Quintana    |     |
| 4          | Defensa        | Jonathan Marulanda |     |
| 3          | Defensa        | Felipe Aguilar     |     |
| 18         | Defensa        | Emanuel Olivera    |     |
| 20         | Defensa        | Danovis Banguero   |     |
| 14         | Centrocampista | Baldomero Perlaza  | 29' |
| 6          | Centrocampista | Brayan Rovira      |     |
| 8          | Centrocampista | Dorlan Pabón       |     |
| 10         | Centrocampista | Andrés Andrade     | 76' |
| 7          | Centrocampista | Jarlan Barrera     | 76' |
| 9          | Delantero      | Jefferson Duque    | 76' |
| Entrenador | Entrenador     | Alejandro Restrepo |     |

| 22         | Guardameta     | Santiago Castaño      |     |
| 6          | Defensa        | Jherson Mosquera      | 73' |
| 4          | Defensa        | Danny Cano            |     |
| 29         | Defensa        | Carlos Andrés Ramírez |     |
| 15         | Defensa        | Cristian Florez       |     |
| 20         | Centrocampista | Gilberto García       | 60' |
| 25         | Centrocampista | Jhonny Vásquez        |     |
| 27         | Centrocampista | Henry Rojas           | 60' |
| 11         | Delantero      | Bryan Castrillón      |     |
| 30         | Delantero      | José Adolfo Valencia  | 46' |
| 7          | Delantero      | Wilfrido De La Rosa   | 73' |
| Entrenador | Entrenador     | Alexis Márquez        |     |

| 15 | Centrocampista | Nelson Palacio | 29' |
| 17 | Centrocampista | Yeison Guzmán  | 76' |
| 23 | Delantero      | Alex Castro    | 76' |
| 44 | Delantero      | Jonatan Álvez  | 76' |
|    |                |                |     |

| 34 | Delantero      | Brayan León      | 46' |
| 10 | Centrocampista | Delio Ramírez    | 60' |
| 18 | Centrocampista | Maicol Medina    | 60' |
| 14 | Defensa        | Aldair Gutiérrez | 73' |
| 13 | Centrocampista | Ever Valencia    | 73' |

| Anotado | 37'   | Nelson Palacio  |  | 1 - 0 |
| Anotado | 40'   | Jarlan Barrera  |  | 2 - 0 |
| Anotado | 50'   | Jefferson Duque |  | 3 - 0 |
| Anotado | 71'   | Jefferson Duque |  | 4 - 0 |
| Anotado | 90+1' | Alex Castro     |  | 5 - 0 |

| Amonestado | 56' | Andrés Andrade |

| Amonestado | 5'  | Jhonny Vásquez   |
| Amonestado | 61' | Brayan León      |
| Amonestado | 68' | Maicol Medina    |
| Amonestado | 80' | Aldair Gutiérrez |

| Árbitro             | Carlos Betancur   |
| Árbitros asistentes | Dionisio Ruiz     |
| Árbitros asistentes | Richard Ortiz     |
| Cuarto árbitro      | Lisandro Castillo |
| Árbitro VAR         | Héider Castro     |
| Asistente VAR       | Sebastián Vela    |

| 1          | Guardameta     | Aldair Quintana    |     |
| 4          | Defensa        | Jonathan Marulanda |     |
| 3          | Defensa        | Felipe Aguilar     |     |
| 18         | Defensa        | Emanuel Olivera    |     |
| 20         | Defensa        | Danovis Banguero   |     |
| 14         | Centrocampista | Baldomero Perlaza  | 29' |
| 6          | Centrocampista | Brayan Rovira      |     |
| 8          | Centrocampista | Dorlan Pabón       |     |
| 10         | Centrocampista | Andrés Andrade     | 76' |
| 7          | Centrocampista | Jarlan Barrera     | 76' |
| 9          | Delantero      | Jefferson Duque    | 76' |
| Entrenador | Entrenador     | Alejandro Restrepo |     |

| 22         | Guardameta     | Santiago Castaño      |     |
| 6          | Defensa        | Jherson Mosquera      | 73' |
| 4          | Defensa        | Danny Cano            |     |
| 29         | Defensa        | Carlos Andrés Ramírez |     |
| 15         | Defensa        | Cristian Florez       |     |
| 20         | Centrocampista | Gilberto García       | 60' |
| 25         | Centrocampista | Jhonny Vásquez        |     |
| 27         | Centrocampista | Henry Rojas           | 60' |
| 11         | Delantero      | Bryan Castrillón      |     |
| 30         | Delantero      | José Adolfo Valencia  | 46' |
| 7          | Delantero      | Wilfrido De La Rosa   | 73' |
| Entrenador | Entrenador     | Alexis Márquez        |     |

| 15 | Centrocampista | Nelson Palacio | 29' |
| 17 | Centrocampista | Yeison Guzmán  | 76' |
| 23 | Delantero      | Alex Castro    | 76' |
| 44 | Delantero      | Jonatan Álvez  | 76' |
|    |                |                |     |

| 34 | Delantero      | Brayan León      | 46' |
| 10 | Centrocampista | Delio Ramírez    | 60' |
| 18 | Centrocampista | Maicol Medina    | 60' |
| 14 | Defensa        | Aldair Gutiérrez | 73' |
| 13 | Centrocampista | Ever Valencia    | 73' |

| Anotado | 37'   | Nelson Palacio  |  | 1 - 0 |
| Anotado | 40'   | Jarlan Barrera  |  | 2 - 0 |
| Anotado | 50'   | Jefferson Duque |  | 3 - 0 |
| Anotado | 71'   | Jefferson Duque |  | 4 - 0 |
| Anotado | 90+1' | Alex Castro     |  | 5 - 0 |

| Amonestado | 56' | Andrés Andrade |

| Amonestado | 5'  | Jhonny Vásquez   |
| Amonestado | 61' | Brayan León      |
| Amonestado | 68' | Maicol Medina    |
| Amonestado | 80' | Aldair Gutiérrez |

| Árbitro             | Carlos Betancur   |
| Árbitros asistentes | Dionisio Ruiz     |
| Árbitros asistentes | Richard Ortiz     |
| Cuarto árbitro      | Lisandro Castillo |
| Árbitro VAR         | Héider Castro     |
| Asistente VAR       | Sebastián Vela    |

#### Partido de vuelta
| 22         | Guardameta     | Santiago Castaño      |     |
| 14         | Defensa        | Aldair Gutiérrez      |     |
| 4          | Defensa        | Danny Cano            |     |
| 29         | Defensa        | Carlos Andrés Ramírez |     |
| 21         | Defensa        | Diego Sánchez         |     |
| 18         | Centrocampista | Maicol Medina         |     |
| 32         | Centrocampista | Emiro Garcés          |     |
| 6          | Centrocampista | Jherson Mosquera      |     |
| 16         | Delantero      | Faider Burbano        | 70' |
| 13         | Delantero      | Ever Valencia         | 73' |
| 34         | Delantero      | Brayan León           | 73' |
| Entrenador | Entrenador     | Alexis Márquez        |     |

| 1          | Guardameta     | Aldair Quintana    |     |
| 19         | Defensa        | Yerson Candelo     |     |
| 3          | Defensa        | Felipe Aguilar     |     |
| 18         | Defensa        | Emanuel Olivera    |     |
| 20         | Defensa        | Danovis Banguero   | 69' |
| 6          | Centrocampista | Brayan Rovira      |     |
| 27         | Centrocampista | Sebastián Gómez    | 76' |
| 8          | Centrocampista | Dorlan Pabón       |     |
| 10         | Centrocampista | Andrés Andrade     | 76' |
| 7          | Centrocampista | Jarlan Barrera     | 69' |
| 9          | Delantero      | Jefferson Duque    | 76' |
| Entrenador | Entrenador     | Alejandro Restrepo |     |

| 7  | Delantero | Wilfrido De La Rosa  | 70' |
| 11 | Delantero | Bryan Castrillón     | 73' |
| 30 | Delantero | José Adolfo Valencia | 73' |

| 22 | Defensa        | Juan David Cabal | 69' |
| 17 | Centrocampista | Yeison Guzmán    | 69' |
| 15 | Centrocampista | Nelson Palacio   | 76' |
| 23 | Delantero      | Alex Castro      | 76' |
| 44 | Delantero      | Jonatan Álvez    | 76' |

| Anotado | 82' | Carlos Andrés Ramírez |  | 1 - 0 |

| Amonestado | 40'   | Brayan León   |
| Amonestado | 87'   | Diego Sánchez |
| Amonestado | 90+2' | Maicol Medina |

| Amonestado | 62' | Brayan Rovira |

| Árbitro             | Nicolás Gallo    |
| Árbitros asistentes | Geovanny Padilla |
| Árbitros asistentes | Fabián Orozco    |
| Cuarto árbitro      | Juan Pablo Alba  |
| Árbitro VAR         | Héider Castro    |
| Asistente VAR       | Kéiner Jiménez   |

| 22         | Guardameta     | Santiago Castaño      |     |
| 14         | Defensa        | Aldair Gutiérrez      |     |
| 4          | Defensa        | Danny Cano            |     |
| 29         | Defensa        | Carlos Andrés Ramírez |     |
| 21         | Defensa        | Diego Sánchez         |     |
| 18         | Centrocampista | Maicol Medina         |     |
| 32         | Centrocampista | Emiro Garcés          |     |
| 6          | Centrocampista | Jherson Mosquera      |     |
| 16         | Delantero      | Faider Burbano        | 70' |
| 13         | Delantero      | Ever Valencia         | 73' |
| 34         | Delantero      | Brayan León           | 73' |
| Entrenador | Entrenador     | Alexis Márquez        |     |

| 1          | Guardameta     | Aldair Quintana    |     |
| 19         | Defensa        | Yerson Candelo     |     |
| 3          | Defensa        | Felipe Aguilar     |     |
| 18         | Defensa        | Emanuel Olivera    |     |
| 20         | Defensa        | Danovis Banguero   | 69' |
| 6          | Centrocampista | Brayan Rovira      |     |
| 27         | Centrocampista | Sebastián Gómez    | 76' |
| 8          | Centrocampista | Dorlan Pabón       |     |
| 10         | Centrocampista | Andrés Andrade     | 76' |
| 7          | Centrocampista | Jarlan Barrera     | 69' |
| 9          | Delantero      | Jefferson Duque    | 76' |
| Entrenador | Entrenador     | Alejandro Restrepo |     |

| 7  | Delantero | Wilfrido De La Rosa  | 70' |
| 11 | Delantero | Bryan Castrillón     | 73' |
| 30 | Delantero | José Adolfo Valencia | 73' |

| 22 | Defensa        | Juan David Cabal | 69' |
| 17 | Centrocampista | Yeison Guzmán    | 69' |
| 15 | Centrocampista | Nelson Palacio   | 76' |
| 23 | Delantero      | Alex Castro      | 76' |
| 44 | Delantero      | Jonatan Álvez    | 76' |

| Anotado | 82' | Carlos Andrés Ramírez |  | 1 - 0 |

| Amonestado | 40'   | Brayan León   |
| Amonestado | 87'   | Diego Sánchez |
| Amonestado | 90+2' | Maicol Medina |

| Amonestado | 62' | Brayan Rovira |

| Árbitro             | Nicolás Gallo    |
| Árbitros asistentes | Geovanny Padilla |
| Árbitros asistentes | Fabián Orozco    |
| Cuarto árbitro      | Juan Pablo Alba  |
| Árbitro VAR         | Héider Castro    |
| Asistente VAR       | Kéiner Jiménez   |

|                                      |
| Bandera de Colombia                  |
| Campeón Atlético Nacional 5.º título |